# Bazoches-les-Gallerandes
 Bazoches-les-Gallerandes  es una población y comuna francesa, situada en la región de Centro, departamento de Loiret, en el distrito de Pithiviers y cantón de Outarville.

## Demografía
| 1012 | 1063 | 1216 | 1325 | 1326 | 1348 |
| Para los censos de 1962 a 1999 la población legal corresponde a la población sin duplicidades (Fuente: INSEE [Consultar]) |      |      |      |      |      |